# 東京・ミュージアムぐるっとパス
東京・ミュージアムぐるっとパス（とうきょう ミュージアム ぐるっとパス）は、公益財団法人東京都歴史文化財団が販売する東京都、神奈川県、千葉県、埼玉県にある公立・私立美術館・博物館など参加施設の入場券、あるいは、割引券となるQRコードチケットである。

## 概要
- 販売期間 - 年度初頭から翌年1月末日まで
- 有効期間 - 初回利用日から2ヶ月間（ただし、翌年度持ち越しはできない）
- 販売価格 - 2500円（税込み。大人のみで子供用は設定無し）
- 購入方法（パスカード、あるいは、オンラインチケット）
  - パスカード - 対象施設の券売窓口・東京観光情報センター・上野公園案内所ほかでカードを購入
  - オンラインチケット - ぐるっとパス公式ホームページより購入サイトへアクセスし、スマートフォン等でQRコード提示、あるいは、QRコードを印刷

## 対象施設
2024年度現在、対象となる施設は下記の103ヶ所である。

### 上野周辺エリア
- 1.上野の森美術館
- 2.国立西洋美術館
- 3.国立科学博物館
- 4.東京国立博物館
- 5.旧東京音楽学校奏楽堂
- 6.東京都美術館
- 7.恩賜上野動物園
- 8.東京藝術大学大学美術館
- 9.旧岩崎邸庭園
- 10.朝倉彫塑館
- 11.書道博物館
- 12.一葉記念館
- 13.石洞美術館
- 14.文京区立森鷗外記念館
- 15.向島百花園

### 東京・皇居周辺エリア
- 16.ミュゼ浜口陽三・ヤマサコレクション
- 17.三井記念美術館
- 18.国立映画アーカイブ
- 19.出光美術館
- 20.静嘉堂文庫美術館
- 21.小石川後楽園
- 22.野球殿堂博物館
- 23.印刷博物館
- 24.昭和館
- 25.科学技術館
- 26.東京国立近代美術館

### 港・渋谷・目黒・世田谷エリア
- 27.パナソニック汐留美術館
- 28.浜離宮恩賜庭園
- 29.旧芝離宮恩賜庭園
- 30.WHAT MUSEUM
- 31.大倉集古館
- 32.菊池寛実記念 智美術館
- 33.泉屋博古館東京
- 34.森美術館／東京シティビュー
- 35.国立新美術館
- 36.渋谷区立松濤美術館
- 37.戸栗美術館
- 38.山種美術館
- 39.東京都写真美術館
- 40.松岡美術館
- 41.国立科学博物館附属自然教育園
- 42.東京都庭園美術館
- 43.目黒区美術館
- 44.郷さくら美術館
- 45.アクセサリーミュージアム
- 46.五島美術館
- 47.長谷川町子美術館
- 48.世田谷文学館
- 49.世田谷美術館

### 新宿・練馬・池袋・王子エリア
- 50.新宿区立漱石山房記念館
- 51.新宿区立新宿歴史博物館
- 52.SOMPO美術館
- 53.文化学園服飾博物館
- 54.日本オリンピックミュージアム
- 55.古賀政男音楽博物館
- 56.東京オペラシティアートギャラリー
- 57.NTTインターコミュニケーション・センター
- 58.新宿区立林芙美子記念館
- 59.ちひろ美術館・東京
- 60.豊島区立熊谷守一美術館
- 61.練馬区立美術館
- 62.永青文庫
- 63.古代オリエント博物館
- 64.紙の博物館
- 65.旧古河庭園
- 66.六義園
- 67.東洋文庫ミュージアム

### 墨田・深川エリア・臨海エリア
- 68.たばこと塩の博物館
- 69.すみだ北斎美術館
- 60.江東区芭蕉記念館
- 71.清澄庭園
- 72.東京都現代美術館
- 73.江東区深川江戸資料館
- 74.江東区中川船番所資料館
- 75.地下鉄博物館
- 76.葛西臨海水族園
- 77.夢の島熱帯植物館
- 78.日本科学未来館

### 多摩エリア
- 79.武蔵野市立吉祥寺美術館
- 80.井の頭自然文化園
- 81.三鷹市美術ギャラリー
- 82.三鷹市山本有三記念館
- 83.三鷹市吉村昭書斎
- 84.調布市武者小路実篤記念館
- 85.神代植物公園
- 86.府中市美術館
- 87.府中市郷土の森博物館
- 88.多摩六都科学館
- 89.江戸東京たてもの園
- 90.小平市平櫛田中彫刻美術館
- 91.殿ヶ谷戸庭園
- 92.たましん美術館
- 93.多摩動物公園
- 94.八王子市夢美術館
- 95.東京富士美術館
- 96.町田市立国際版画美術館

### 神奈川・千葉・埼玉
- 97.そごう美術館
- 98.帆船日本丸/横浜みなと博物館
- 99.神奈川県立歴史博物館
- 100.横浜開港資料館
- 101.千葉市美術館
- 102.埼玉県立近代美術館
- 103.埼玉県立歴史と民俗の博物館

## 2023年度対象外の施設
- 横浜美術館 - 大規模改修工事のため2023年度まで休館[3]
- 東京都江戸東京博物館 - 大規模改修のため2025年（予定）まで休館[4]
- 下町風俗資料館 - 館内リニューアルのため2025年3月まで休館
- 横浜都市発展記念館/横浜ユーラシア文化館 - 全館空調機更新工事のため2024年夏頃まで休館[5]
- 相田みつを美術館 - 2024年1月28日に閉館[6]
- サントリー美術館

## 過去に対象となっていた施設
- ニューオータニ美術館
- 秩父宮記念スポーツ博物館
- アミューズミュージアム
- ブリヂストン美術館
- 北区飛鳥山博物館
- 東京国立近代美術館工芸館
- 刀剣博物館
- パナソニックセンター東京 AkeruE（アケルエ）
- 三渓園

## その他
- 以下のセット商品・割引販売がある[7]
  - 東京メトロ、都営交通の一日乗車券2枚と本パスのセットがある
    - メトロ&ぐるっとパス[8]
    - 都営deぐるっとパス[9]

  - 一括購入割引がある